# Paradoxophyla
Paradoxophyla är ett släkte av groddjur. Paradoxophyla ingår i familjen Microhylidae.
Kladogram enligt Catalogue of Life:
| Paradoxophyla | \| \| Paradoxophyla palmata \| \| \| \| \| \| Paradoxophyla tiarano \| \| \| \| |
|               | \| \| Paradoxophyla palmata \| \| \| \| \| \| Paradoxophyla tiarano \| \| \| \| |
|               | Paradoxophyla palmata                                                           |
|               |                                                                                 |
|               | Paradoxophyla tiarano                                                           |
|               |                                                                                 |